# پل تاریخی کوت سید صالح
پل تاریخی کوت سید صالح از آثار تاریخی شهرستان کارون است که دارای معماری بسیار منحصر به فردی بوده و از ۳۹ ستون و ۴۰ دهانه تشکیل شده و به شماره ۱۵۸۶۷ در فهرست آثار ملی به ثبت رسیده است.
این پل تاریخی اولین اثر ثبت شده ملی شهرستان کارون است. این پل با طول ۱۲۴ متر متعلق به دوره پهلوی اول و به سبک پل‌های ساسانی ساخته شده که برای تردد در زمان سیل ایجاد شده است.
به دلیل شرایط نامناسب حفظ و مرمت این پل، بارها دوستداران میراث فرهنگی و فعالان اجتماعی این شهر در کنار پل تاریخی برنامه‌های متنوعی با هدف نشان دادن اعتراض خود به اداره میراث فرهنگی برگزار کردند.